# 松山納
松山 納（まつやま おさむ、1919年7月13日 - 2002年10月2日）は、日本のタイ語学研究者。東京外国語大学名誉教授。

## 経歴
1919年、広島県広島市生まれ。東京帝国大学を卒業。
太平洋戦争後の1950年、東京外国語大学インドシナ語学科助教授に就任。後に教授昇進。1983年に定年退官し、名誉教授となった。門下に岩城雄次郎がいる。
2002年10月2日、急性肺炎のため死去。

## 著作

### 著書
- 『東南アジア語の話』大学書林語学文庫 1965
- 『タイ語辞典』大学書林 1994
- 『簡約タイ語辞典』大学書林 1996
- 『日タイ辞典』大学書林 1996
- 『タイ日・日タイ簡約タイ語辞典 合本』大学書林 1998

### 共編
- 『タイ語基礎1500語』坂本比奈子共編 大学書林 1978
- 『実用タイ語会話』岩城雄次郎共編 大学書林 1980
- 『タイ語常用6000語』坂本比奈子共編 大学書林 1982

### 翻訳
- 『東洋民話』村上知行,矢崎源九郎共訳 世界の名作図書館 講談社 1967
- 『世界短編名作選 東南アジア編』川本邦衛共編集 新日本出版社 1981